# Raoul-Constantin-Joseph-Ghislain Daufresne de la Chevalerie
Raoul-Constantin-Joseph-Ghislain Daufresne de la Chevalerie, belgijski general, * 17. marec 1881, † 25. november 1967.